# Olga Jevkova
Olga Vladimirovna Jevkova (Russisch: Ольга Владимировна Евкова) (Moskou, 15 juli 1965), is een voormalig basketbalspeelster die uitkwam voor het nationale team van de Sovjet-Unie. Ze werd Meester in de sport van de Sovjet-Unie, Internationale Klasse.

## Carrière
Jevkova speelde voor CSKA Moskou. Ze won met CSKA het landskampioenschap van de Sovjet-Unie in 1985 en 1989. Ze werd tweede in 1988 en 1990 en derde in 1986 en 1987. Met CSKA verloor Jekova een keer de FIBA Women's European Champions Cup in 1990. Deze verloren ze van Trogylos Enimont Priolo uit Italië met 86-71. Jevkova won twee keer de Ronchetti Cup. In 1985 won ze in de finale van SISV Bata Viterbo uit Italië met 76-64. In 1989 won CSKA van Deborah Milano uit Italië met 92-86.
Met het nationale team van de Sovjet-Unie won Jevkova brons op de Olympische Spelen in 1988.

## Erelijst
- Landskampioen Sovjet-Unie: 2
  - Winnaar: 1985, 1989
  - Tweede: 1988, 1990
  - Derde: 1986, 1987
- FIBA Women's European Champions Cup:
  - Runner-up: 1990
- Ronchetti Cup: 2
  - Winnaar: 1985, 1989
- Olympische Spelen:
  - Brons: 1988
- Goodwill Games:
  - Zilver: 1990